# الاستفتاء الدستوري في قبرص الشمالية 2020
الاستفتاء الدستوري في قبرص الشمالية 2020 استفتاء عقد في قبرص الشمالية في 11 أكتوبر 2020 إلى جانب الجولة الأولى من الانتخابات الرئاسية. سيعمل التعديل المقترح على زيادة عضوية المحكمة العليا من ثمانية إلى ستة عشر كحد أقصى. تم رفض التعديل بنسبة 50.13٪ من المصوتين.

## خلفية
أنشأ دستور 1983 محكمة عليا مكونة من ثمانية أعضاء. في عام 2020 ذكر أعضاء المحكمة أن عبء عملها قد تضاعف في العقد الماضي. تم تقديم اقتراح في وقت لاحق في مجلس الجمهورية لتعديل الدستور لجعل عدد أعضاء المحكمة متغيرًا بحد أدنى ثمانية وستة عشر عضوًا كحد أقصى. تمت الموافقة على هذا بأغلبية 42 صوتًا مقابل 3 أصوات في 6 يوليو. بعد موافقة المجلس على التعديلات اقتضى الدستور الموافقة عليها في استفتاء.